# بيرتي كير
بيرتي كير (بالإنجليزية: Bertie Kerr)‏ هو لاعب كرة قدم أيرلندي، ولد في 19 أكتوبر 1896 في مقاطعة دبلن في جمهورية أيرلندا، وتوفي في 23 نوفمبر 1973. شارك مع منتخب جمهورية أيرلندا لكرة القدم. أما مع النوادي، فقد لعب مع نادي بوهيميان.

## وصلات خارجية
- بيرتي كير على موقع الاتحاد الدولي (مؤرشف)  (الإنجليزية)
- بيرتي كير على موقع قاعدة بيانات كرة القدم.إي يو (الإنجليزية)
- بيرتي كير على موقع أوليمبيديا (الإنجليزية)